# Neon Museum
Ne doit pas être confondu avec Museum of Neon Art.
Le Neon Museum, aussi connu sous le nom de Neon Boneyard (« cimetière des néons ») est un musée à ciel ouvert situé à Las Vegas, dans le Nevada (États-Unis). Il présente des enseignes lumineuses d'anciens hôtels, casinos et autres commerces de Las Vegas sur une superficie de 2,62 hectares. 
Pendant de nombreuses années, la Young Electric Sign Company (YESCO) a conservé nombre de ces anciennes enseignes dans son « boneyard » (cimetière). Les panneaux étaient lentement détruits par l'exposition aux éléments.
Les habitants, les propriétaires d'entreprises et les organisations gouvernementales de Las Vegas considèrent que les enseignes sont non seulement artistiques, mais aussi historiquement importantes pour la culture de la ville. Chacune des enseignes restaurées de la collection est accompagné d'une biographie de la personne qui l'a créée et d'une notice expliquant en quoi elle est notable.

## Histoire

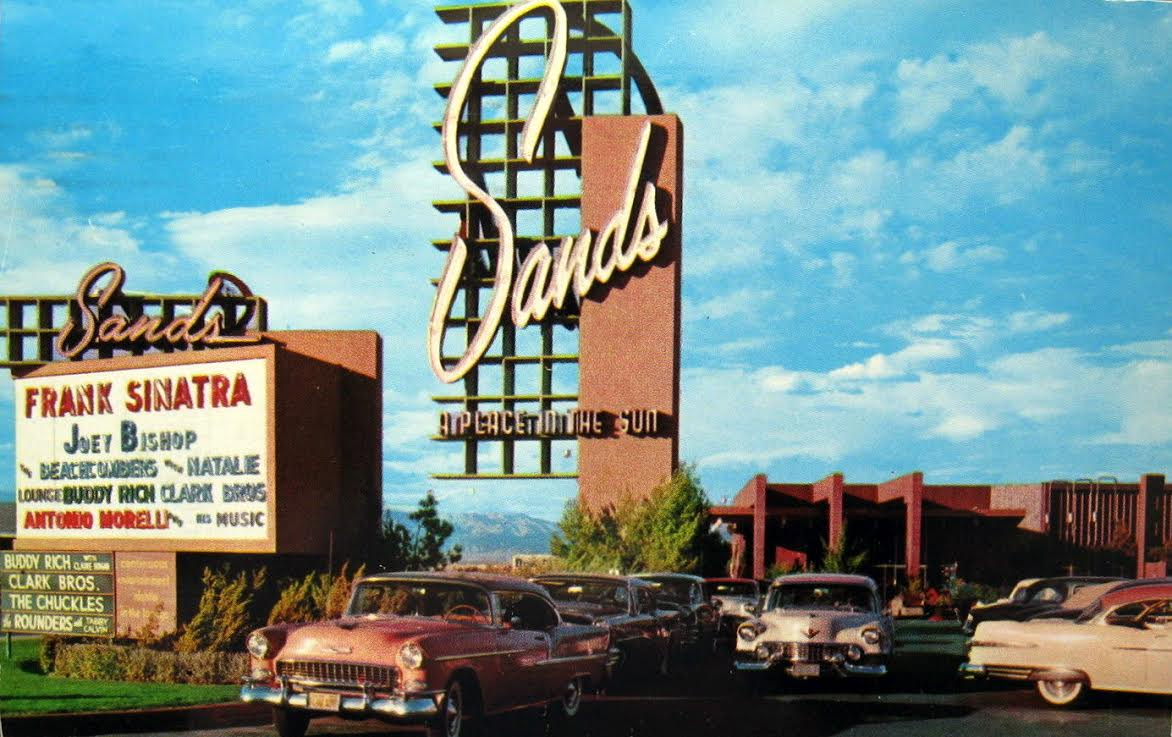
Enseigne de The Sands.

Le Neon Museum a été fondé en 1996 par un partenariat entre l'Allied Arts Council du sud du Nevada et la ville de Las Vegas. Aujourd'hui, il s'agit d'un organisme indépendant à but non lucratif. 
L'impulsion pour la création de ce musée a été la perte d'une enseigne emblématique. Après la fermeture de l'hôtel-casino The Sands en 1995, il n'y avait pas d'endroit où stocker cet énorme panneau et celui-ci a été détruit. À l'occasion de son ouverture officielle en novembre 1996, le Neon Museum a restauré et installé l'enseigne de l'Hacienda Resort Hotel and Casino, à l'intersection de Las Vegas Boulevard et de Fremont Street. L'accès à la collection n'était possible que sur rendez-vous. La fréquentation annuelle était d'environ 12 000 à 20 000 personnes pendant cette période,. 

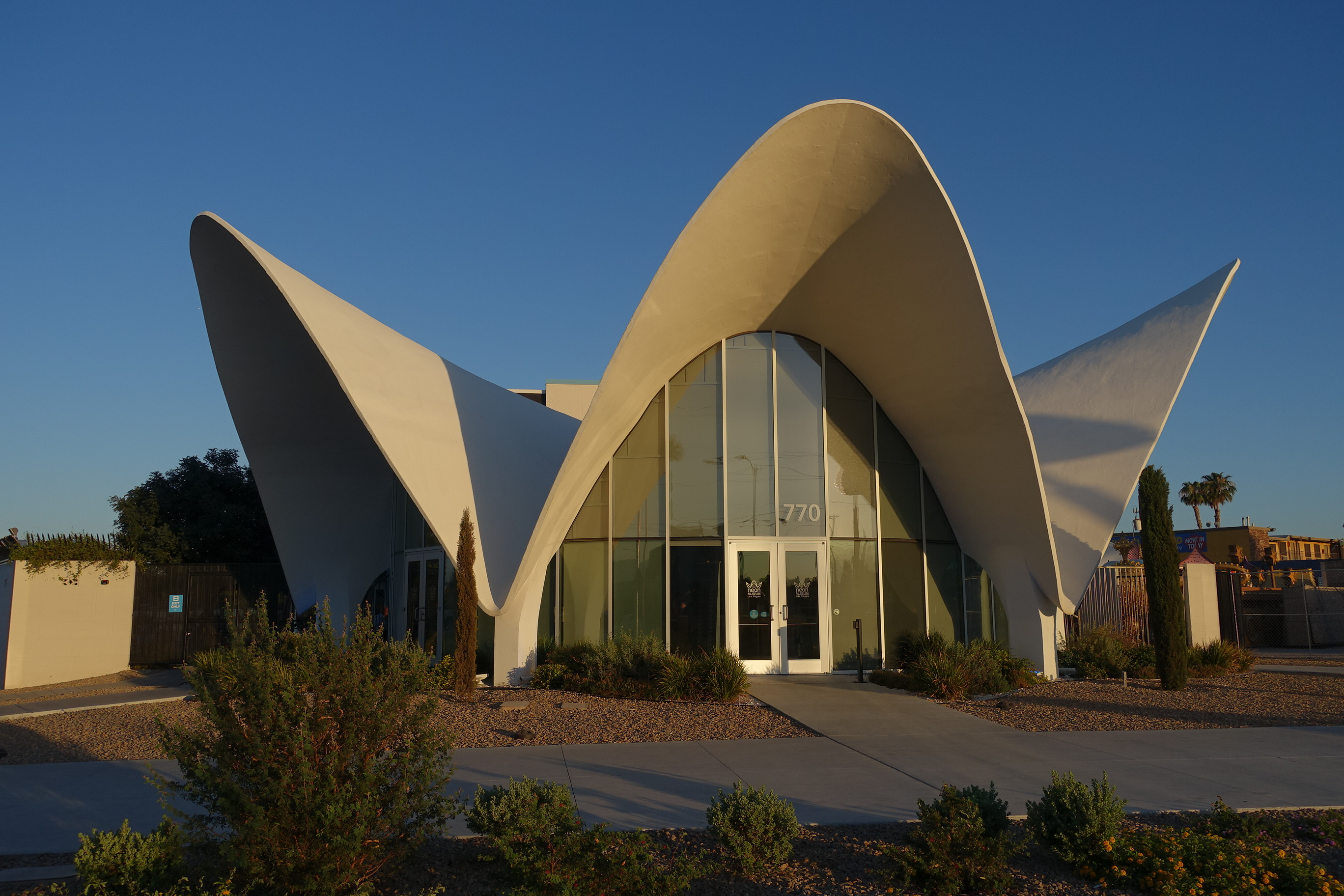
Bâtiment principal du motel La Concha, réhabilité en accueil du musée.

En 2005, le hall historique de La Concha a été donné au musée, qui a déplacé et réassemblé le bâtiment à 6,4 km au nord, le long du boulevard Las Vegas, après l'avoir coupé en huit morceaux. Il sert maintenant de centre d'accueil des visiteurs et de siège du musée. Bien que le déménagement et la restauration de la Concha aient coûté près de trois millions de dollars, le projet d'ouverture d'un musée s'est concrétisé après la donation de l'immeuble, suscitant de nombreuses subventions et dons publics et privés. Au total, environ 6,5 millions de dollars ont été collectés pour le centre d'accueil des visiteurs, le siège, un nouveau parc et la restauration de quinze panneaux principaux. 
En novembre 2009, le Neon Museum a restauré et installé la célèbre enseigne Silver Slipper en face de son centre d'accueil. Deux autres enseignes anciennes restaurées ont été installées près de l'extrémité nord du boulevard Las Vegas pour marquer son statut de National Scenic Byway. 
L'admission publique payante a commencé le 27 octobre 2012, remplaçant le système sur rendez-vous,. La fréquentation au cours de la première année était de 60 461, dépassant l'estimation initiale de 45 à 50 000 visiteurs. 
En 2017, le musée a acheté un terrain pour sa première extension depuis son ouverture au public. Pour son cinquième anniversaire, le Neon Museum a offert une entrée gratuite le 28 octobre 2017.

## Expositions
Le musée présente des expositions dans trois domaines principaux : des enseignes aux néons restaurés et installées dans le quartier de Fremont Street, le long du Las Vegas Strip et dans le Boneyard.

### Enseignes restaurées
Le Neon Museum conserve plusieurs panneaux restaurés dans le centre-ville de Las Vegas et le long du Las Vegas Strip. On estime que le coût de restauration des enseignes va de 10 000 dollars pour les petites pièces à 100 000 dollars pour les plus grandes enseignes. 

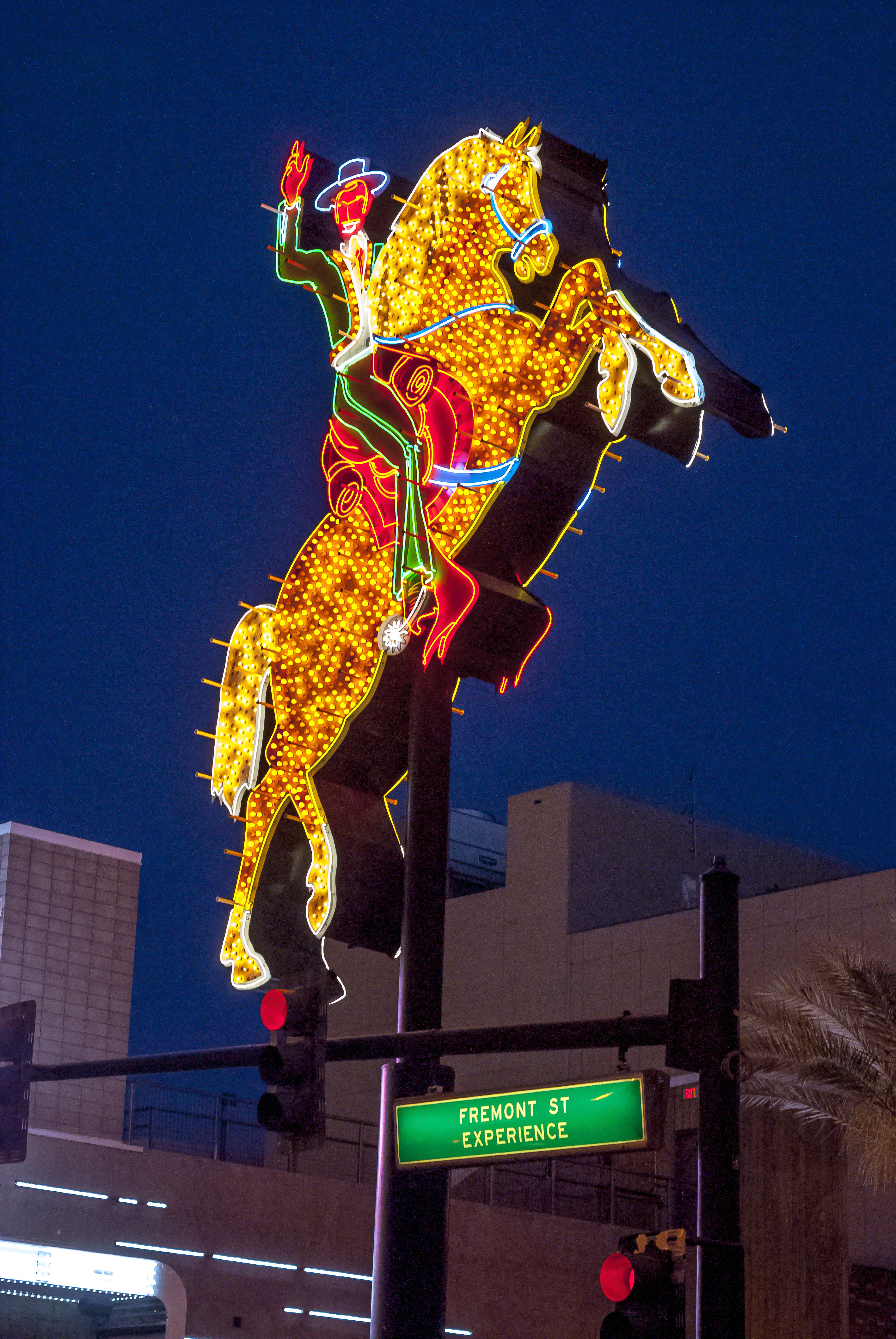
Hacienda Hotel Horse and Rider sur Fremont Street
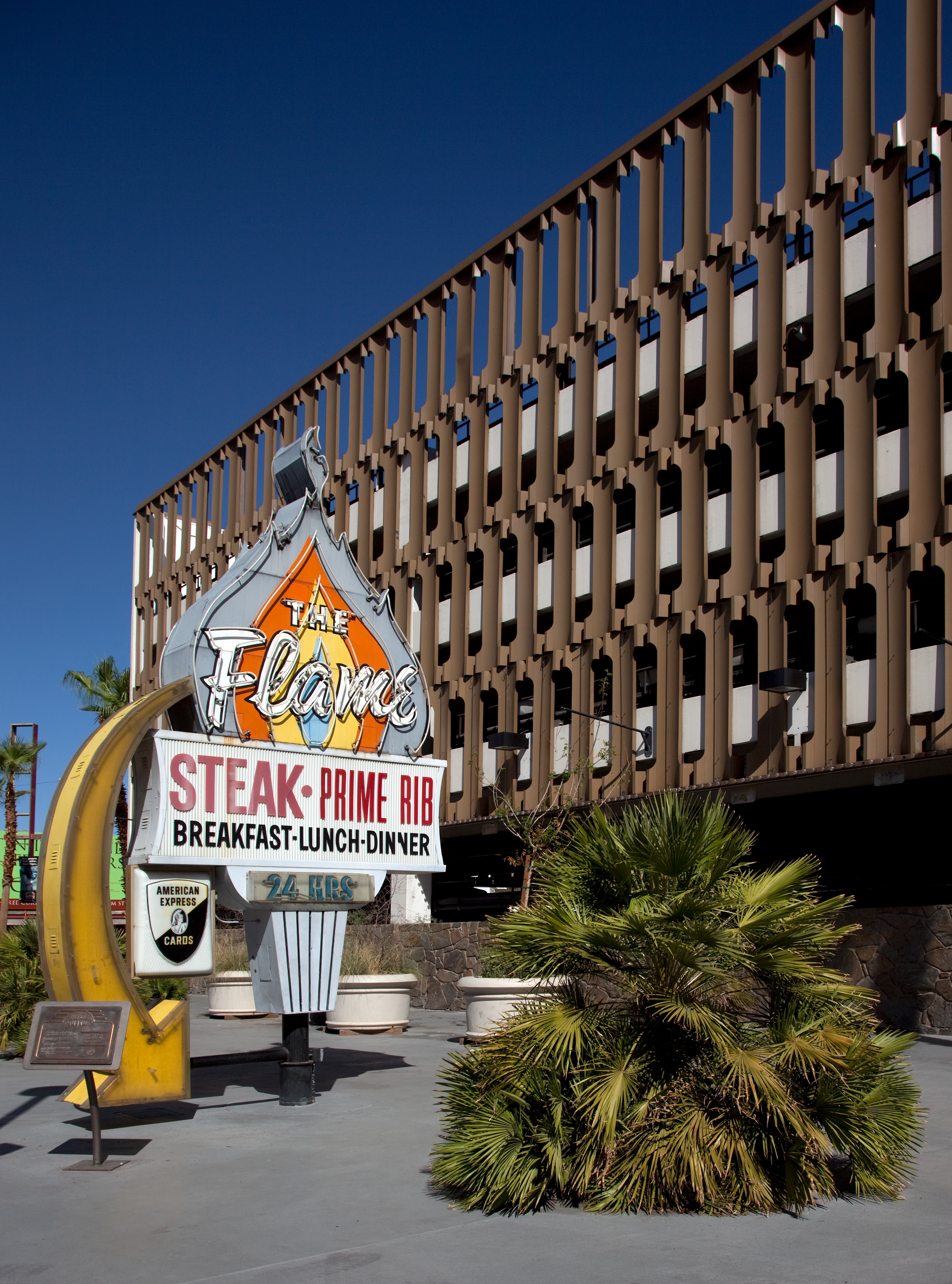
Enseigne restaurée du Flame Restaurant.

### Boneyard Park

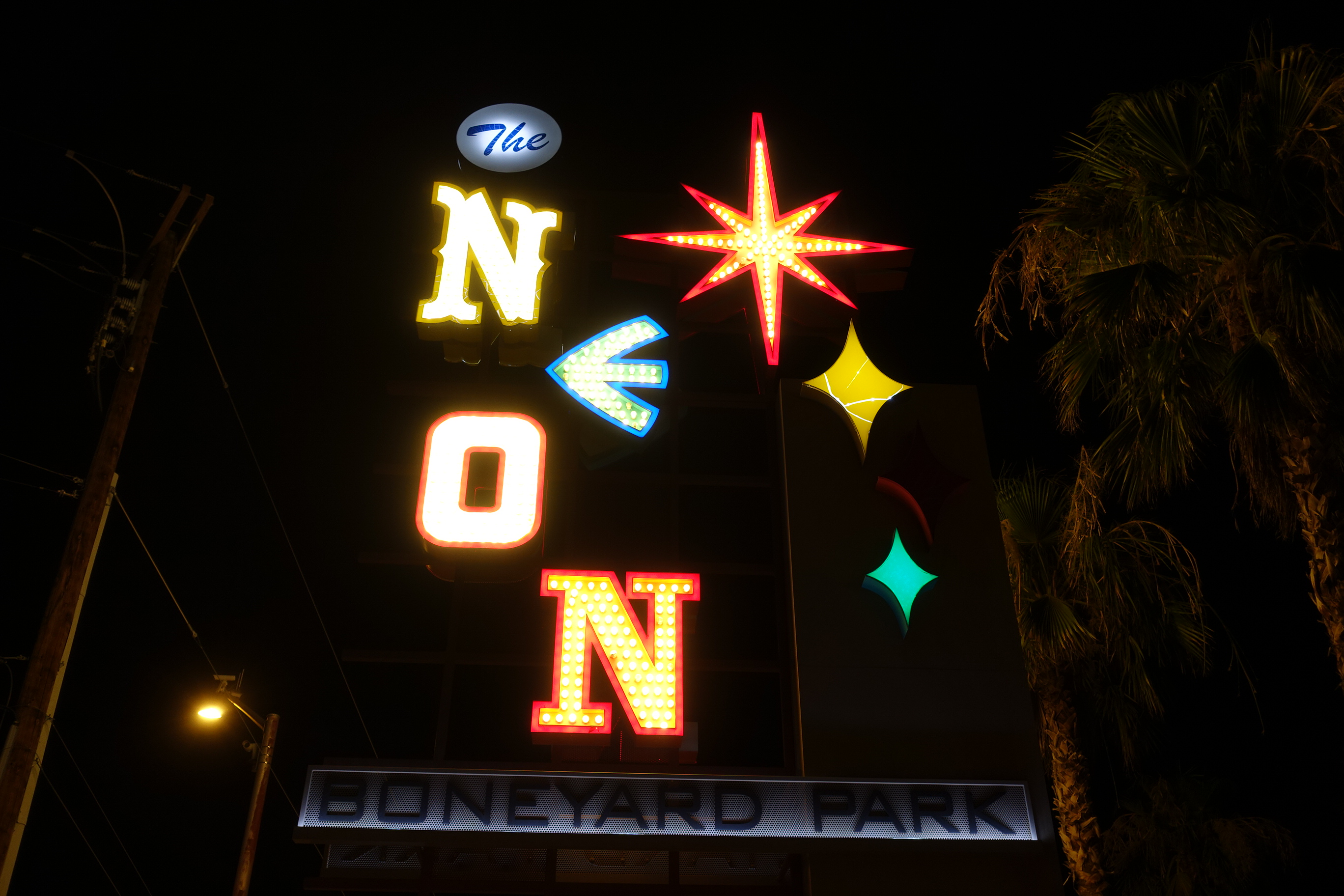
Enseigne du Boneyard Park.

Le Neon Boneyard Park a été installé en 2012, avec pour enseigne le mot « NEON » épelé à l'aide de lettres issus de différents panneaux cultes : Le « N » du Golden Nugget, le « E » du Caesars Palace, le « O » du Binion's Horseshoe et le « N » du Desert Inn. Les lettres sont placées sur une grille inspirée du panneau du Sands, ornées d'étoiles semblables à celles du Stardust et d'une étoile similaire à celle qui orne le panneau Welcome to Fabulous Las Vegas conçu par Betty Willis. 
Parmi les pièces exposées dans le Boneyard park figurent les enseignes lumineuses des casinos Stardust, Riviera, Desert Inn, Caesars Palace, ainsi que de nombreux autres. Le Neon Museum abrite également des sculptures en fibre de verre comprenant un crâne géant provenant du Treasure Island Hotel and Casino.
En 2018, le Neon Museum a lancé Brilliant!, un spectacle nocturne de trente minutes conçu par Craig Winslow, qui utilise plusieurs projecteurs pour réanimer les panneaux défunts, sur des musiques vintage et contemporaines.

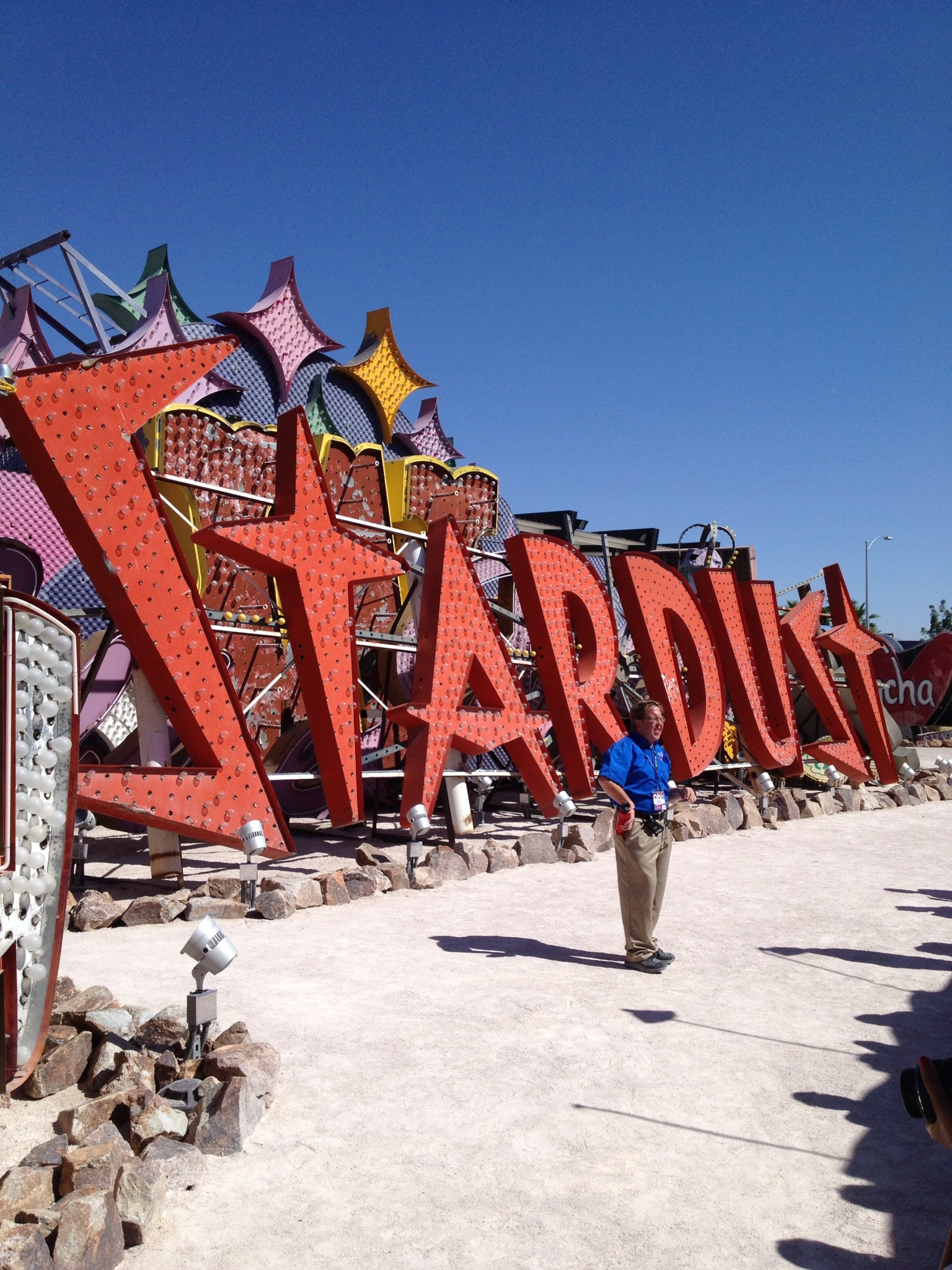
Stardust
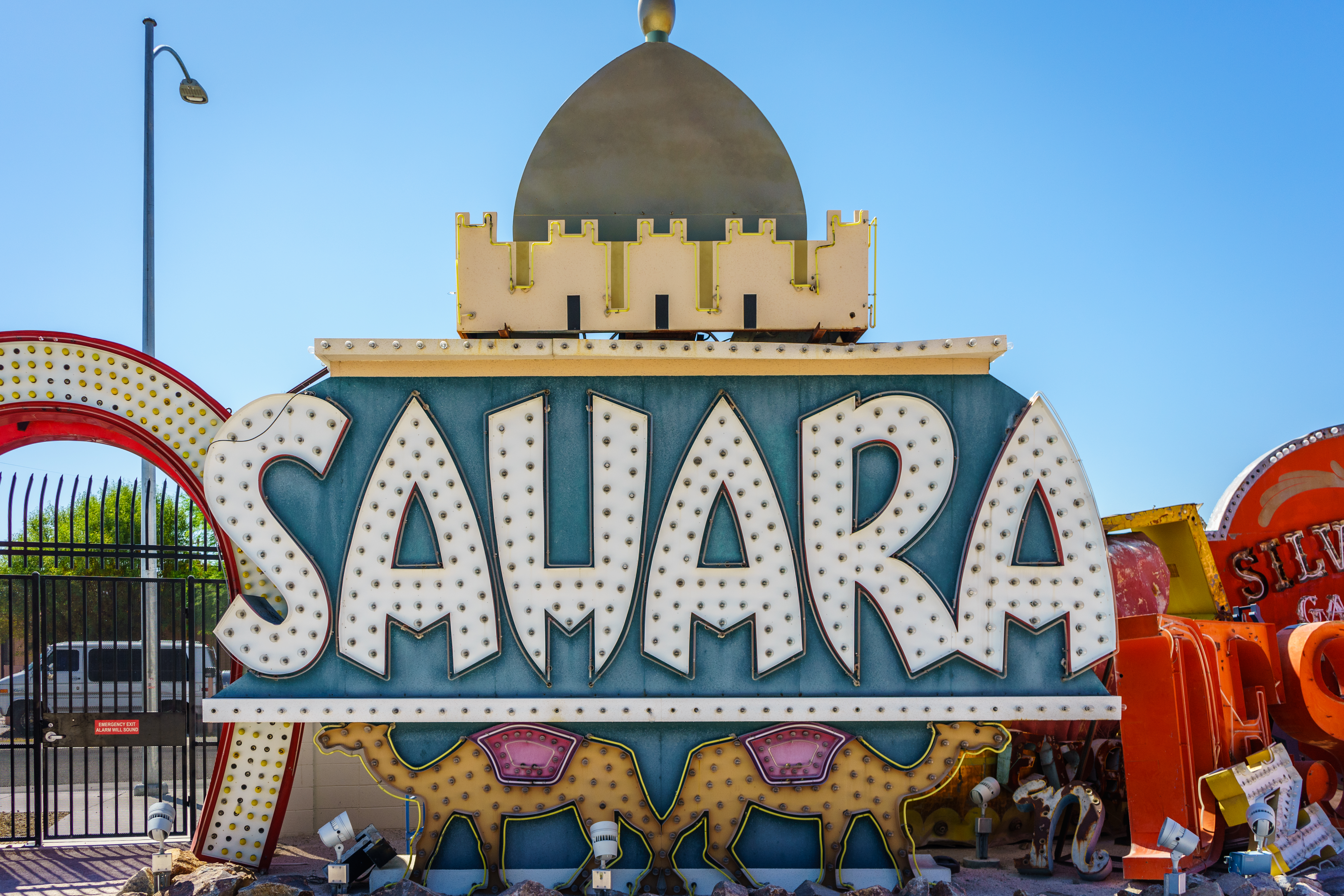
Sahara
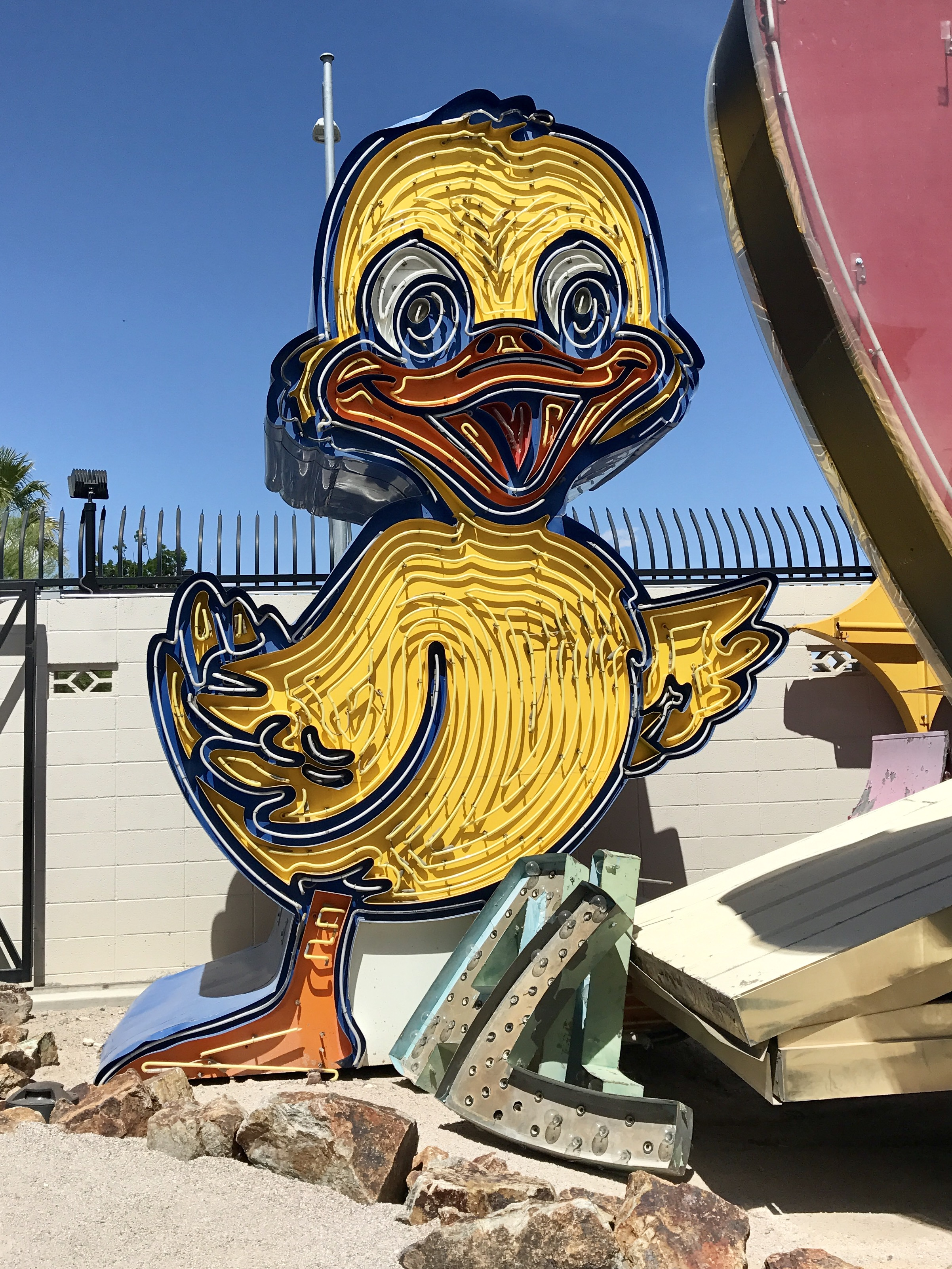
Uglu Duckling Car Sales
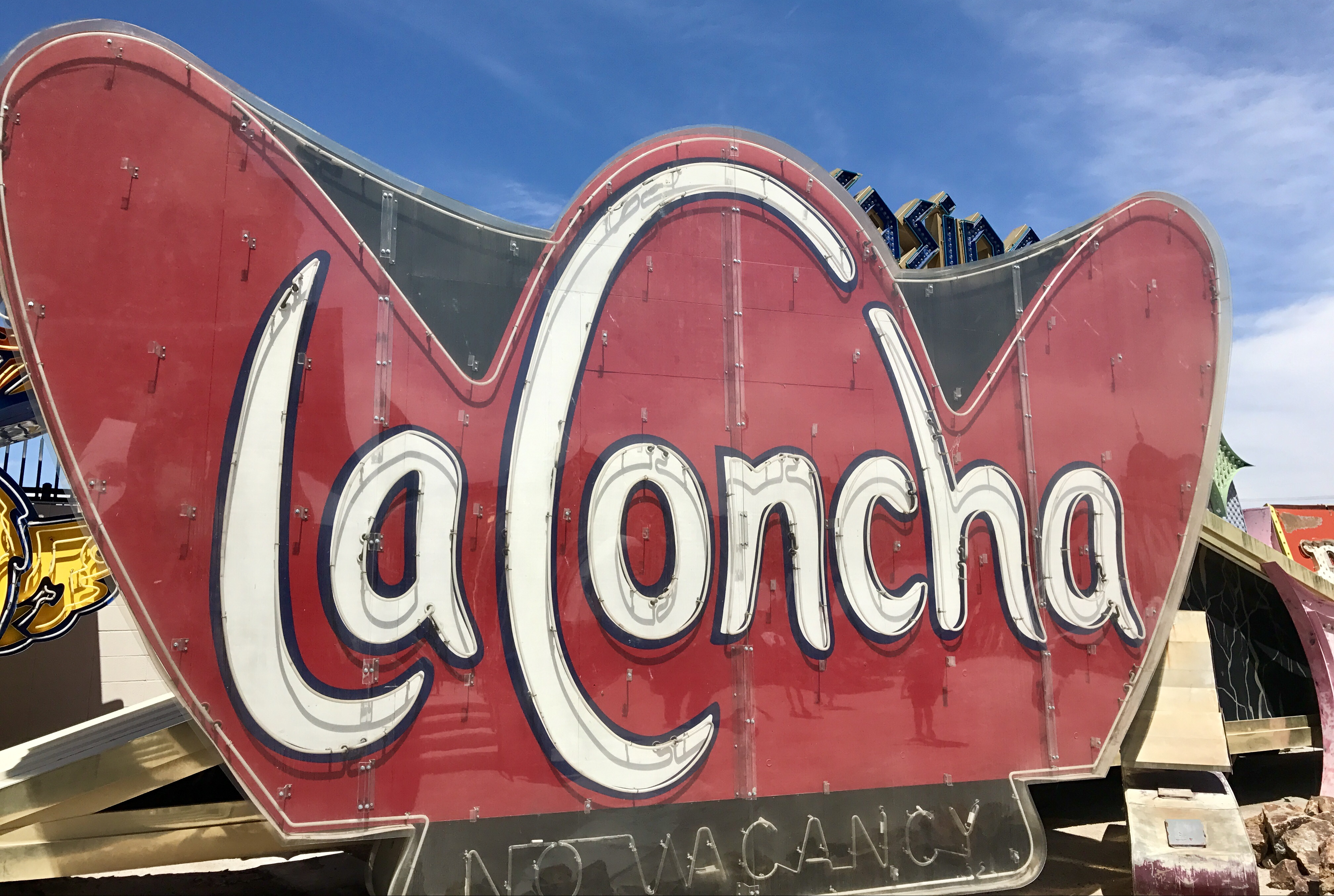
Motel La Concha
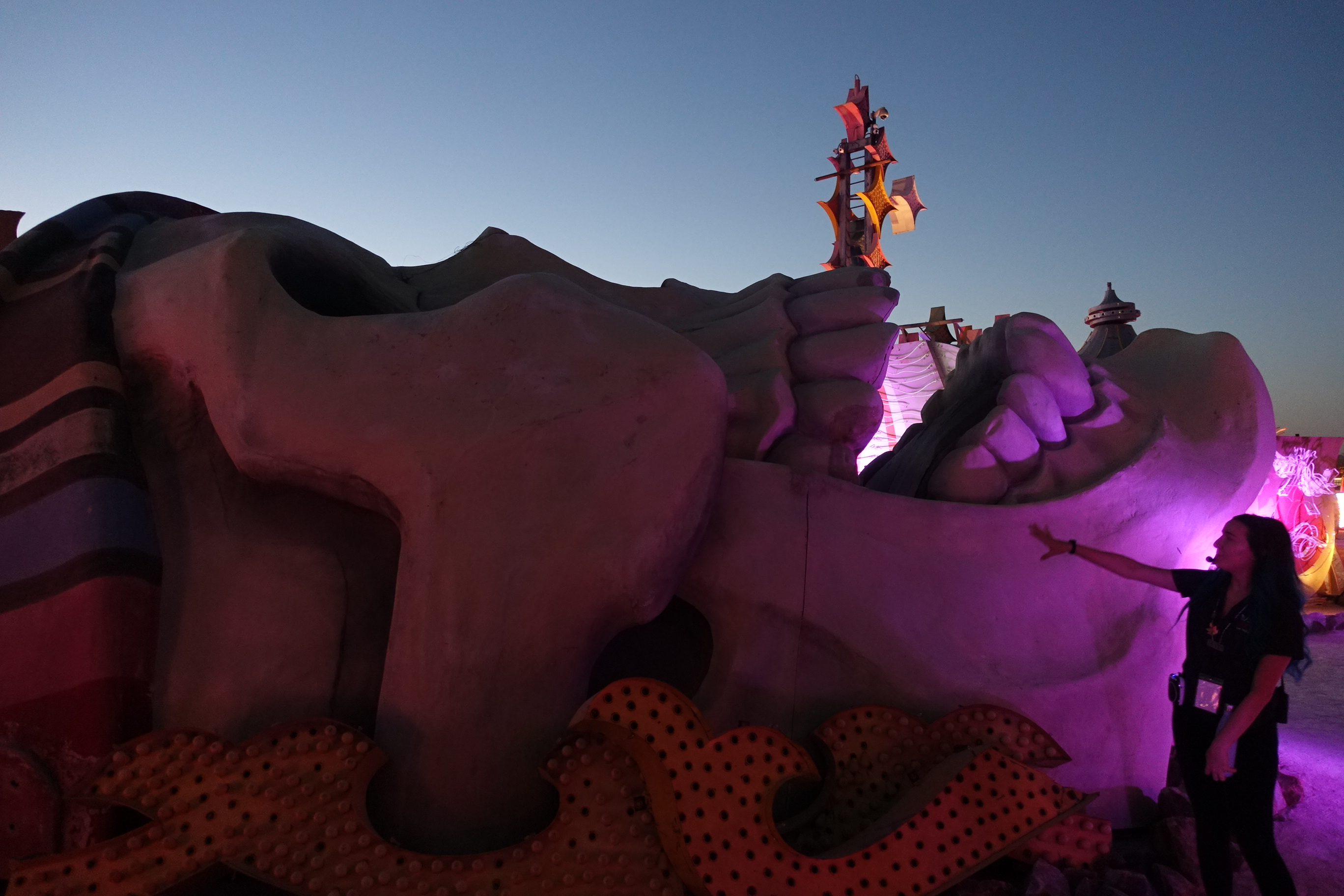
Crane de Treasure Island
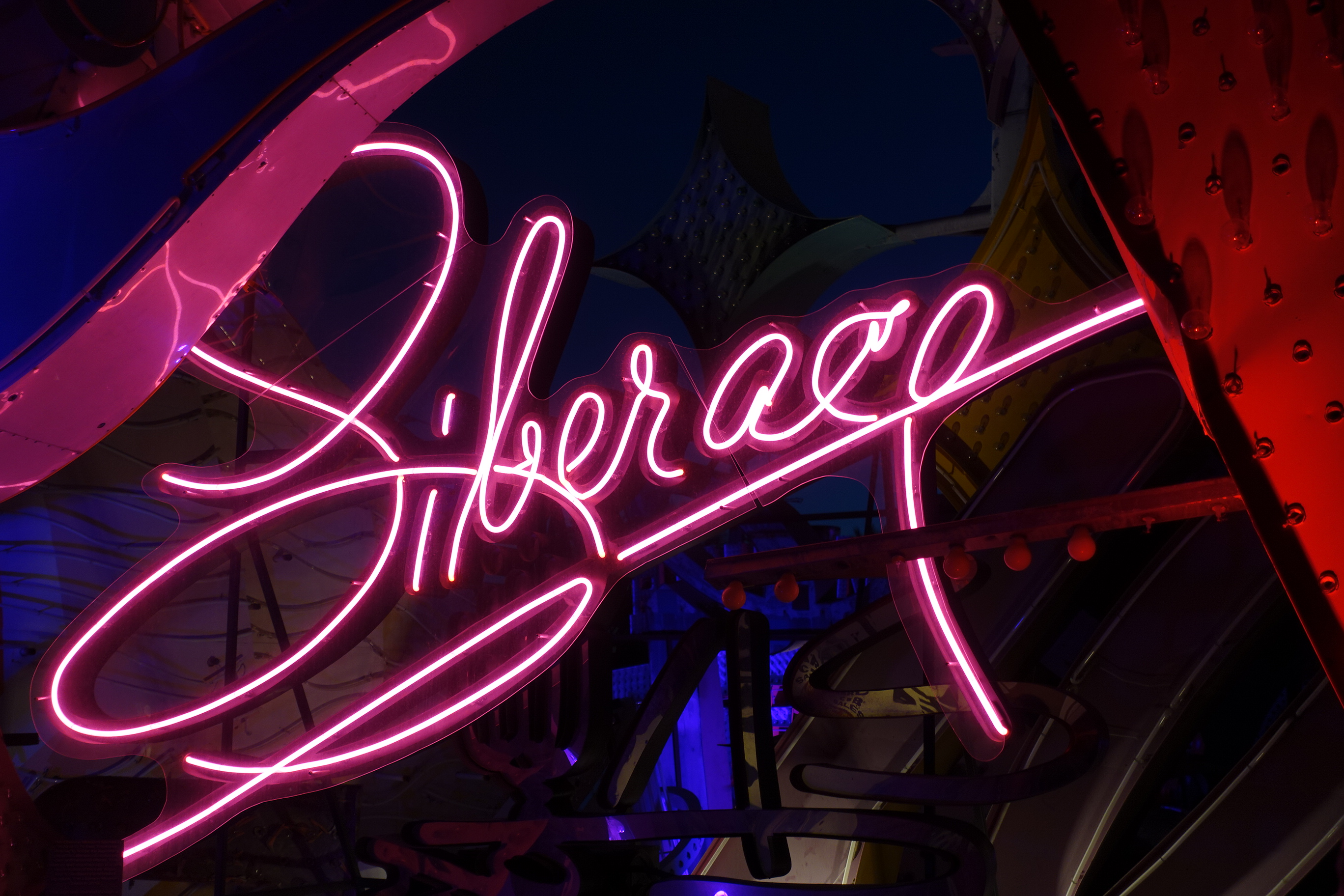
Liberace
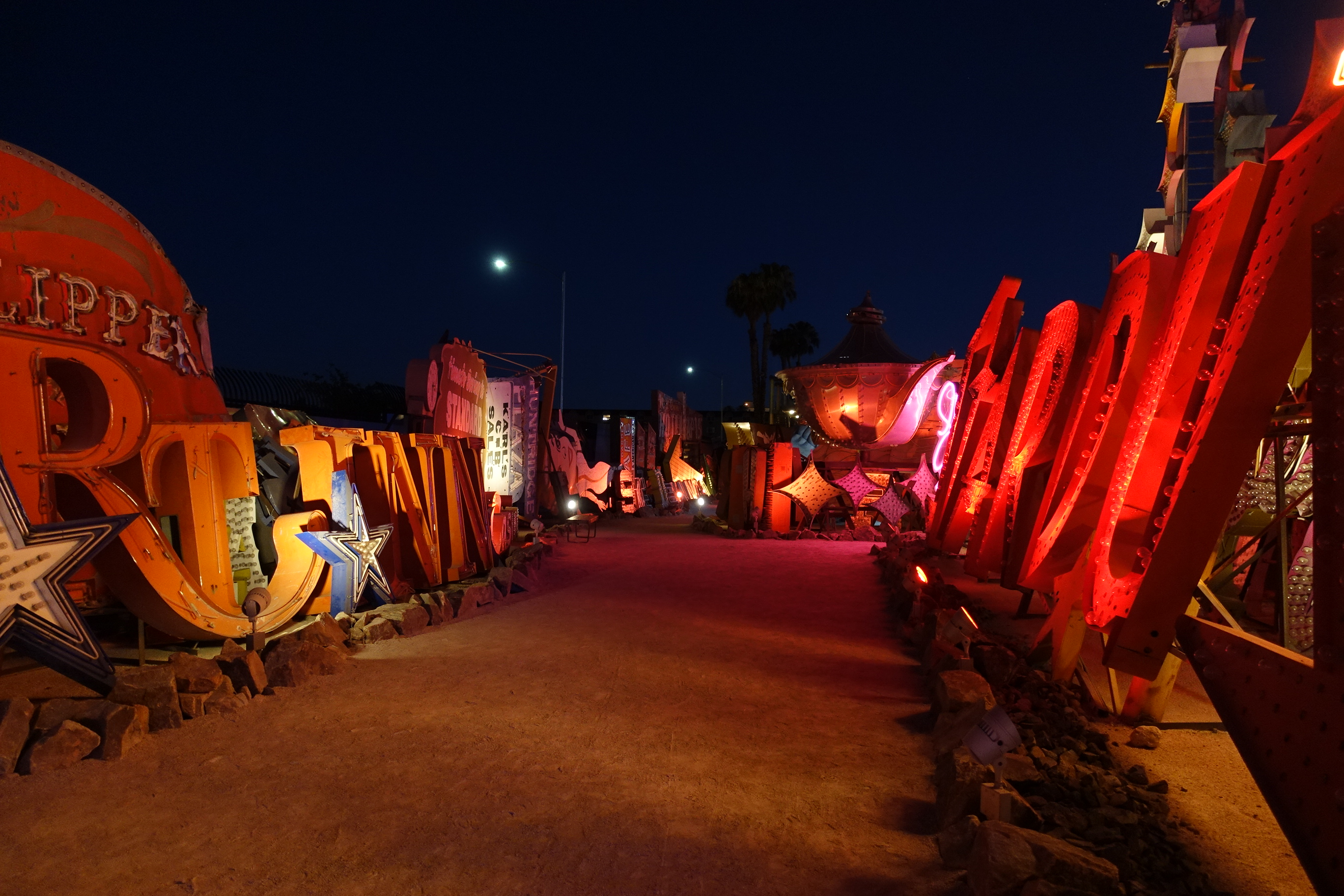
Allée du musée
Binion's Horseshoe Casino
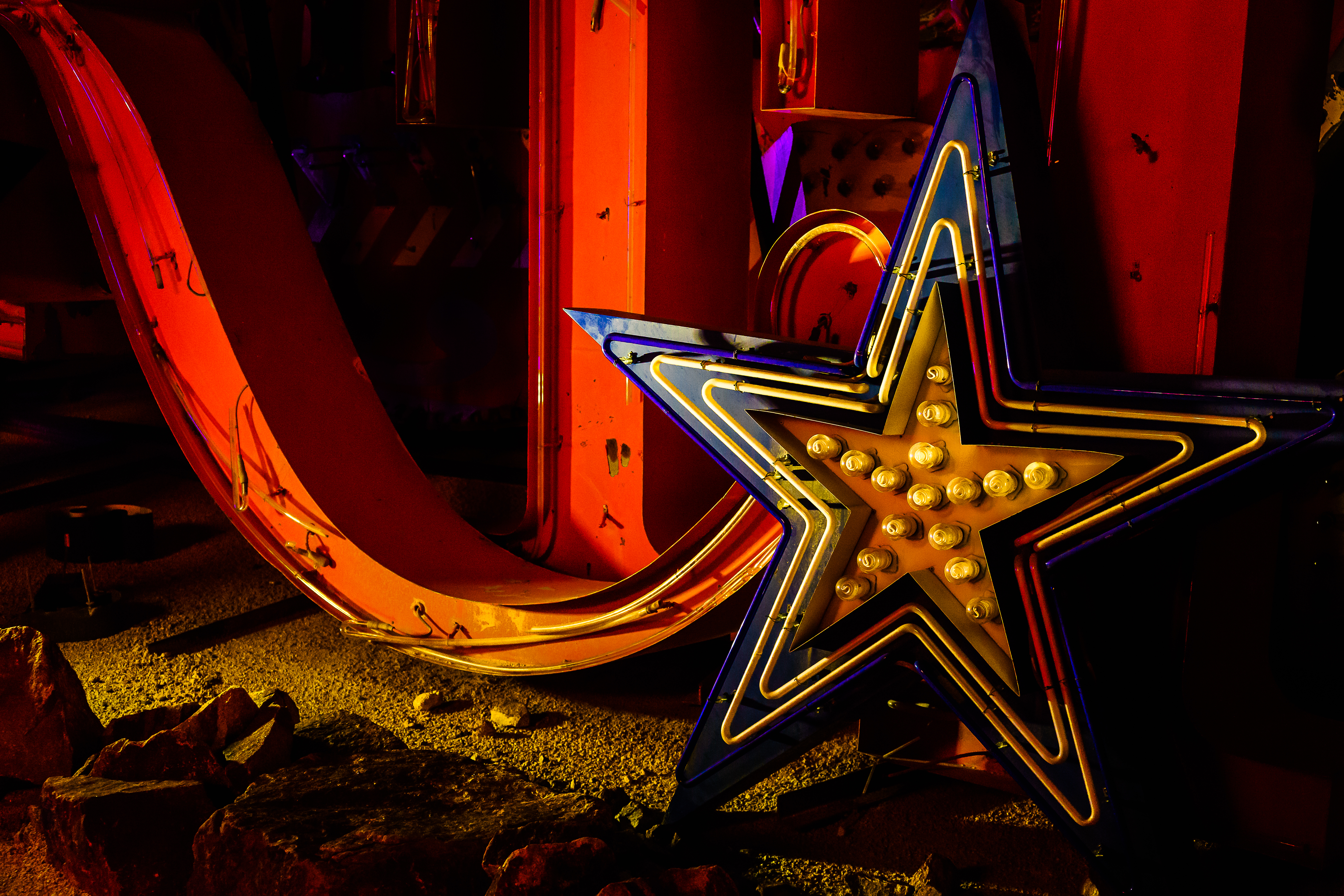
Détail
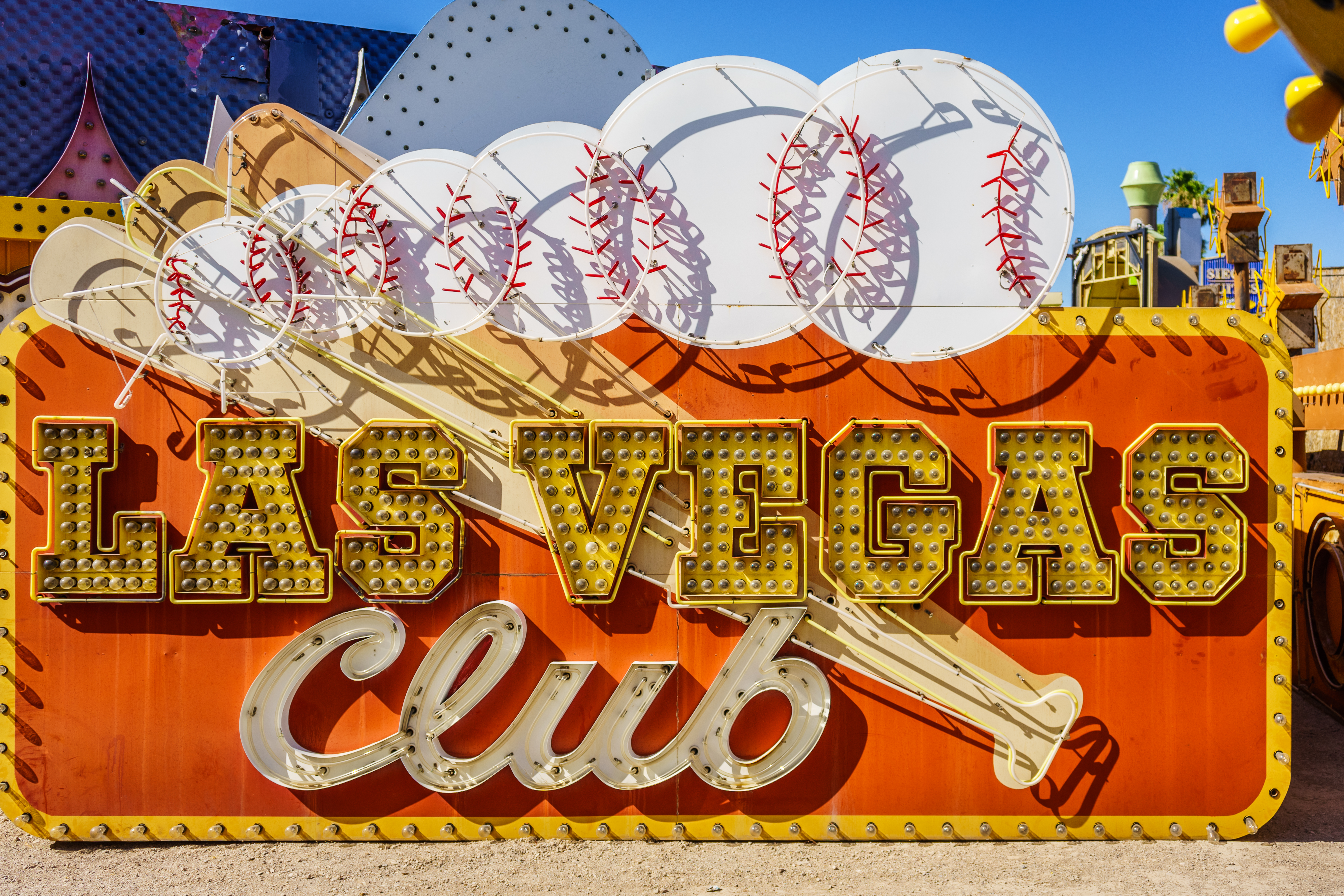
Las Vegas Club
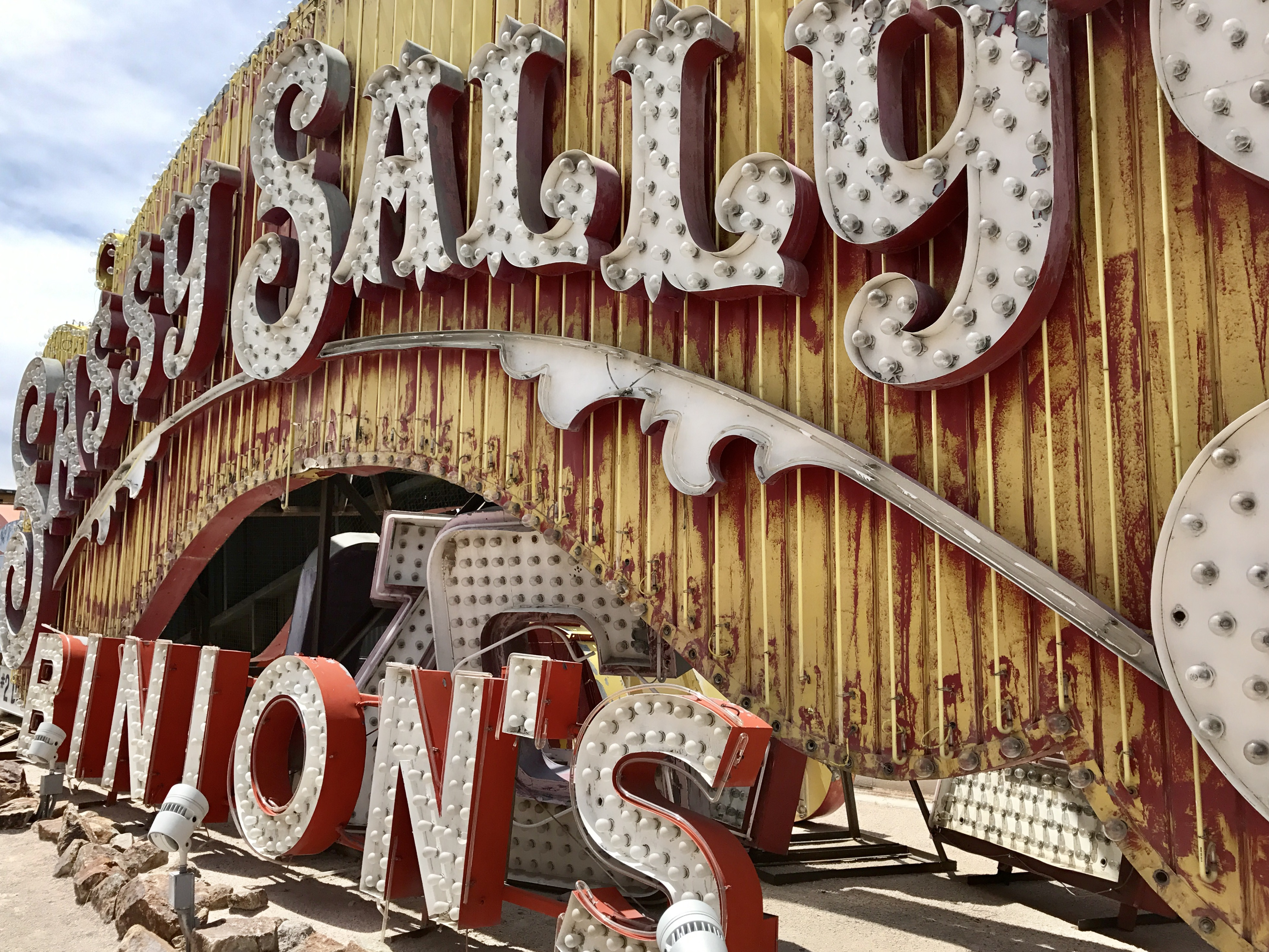
Sassy Sally
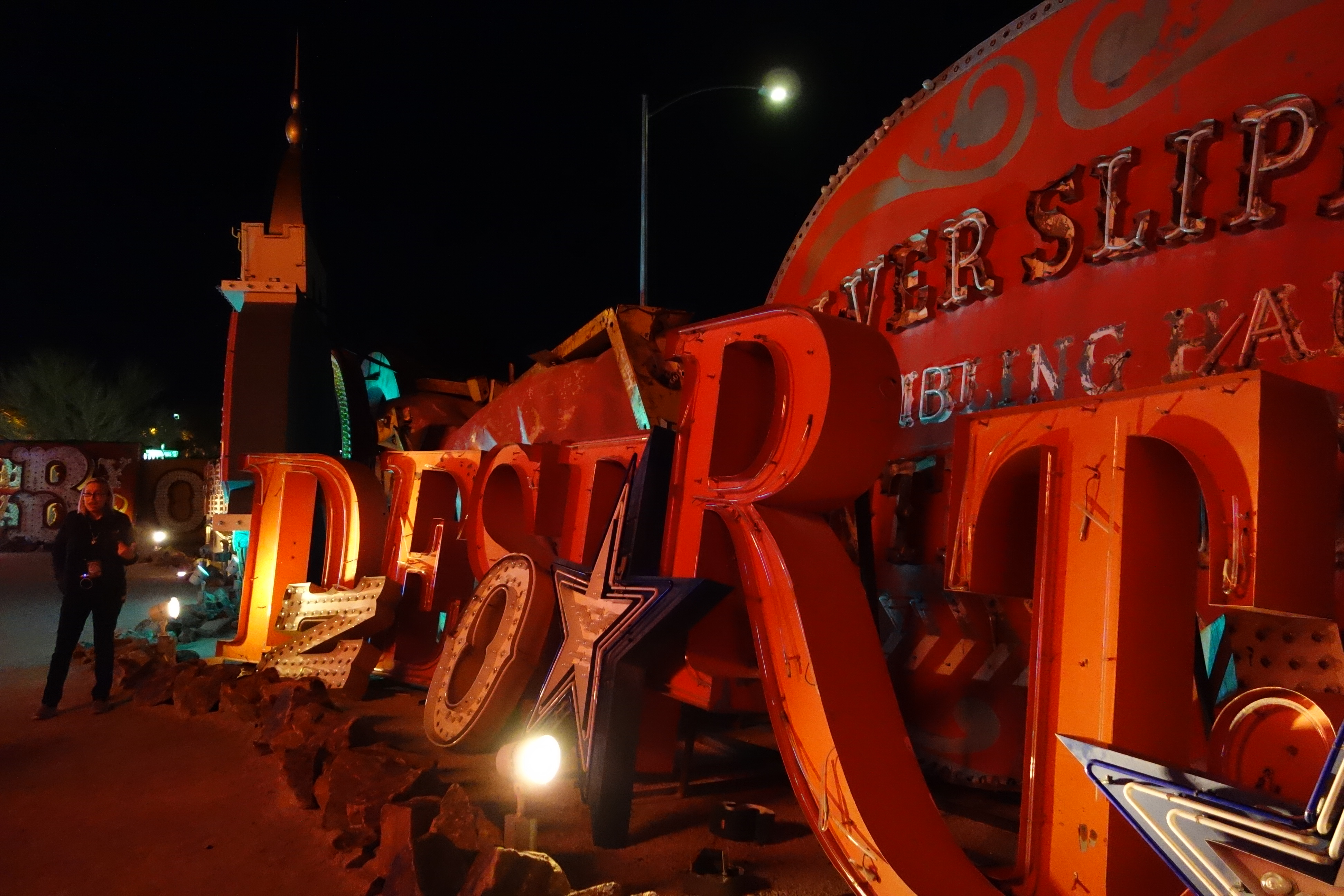
Silver Slipper